# Pete Rugolo
Pete Rugolo (født 25. december 1915 på Sicilien, død 16. oktober 2011) var amerikansk/italiensk arrangør og komponist.
Rugolo emigrerede med sin familie i 1920 til Santa Rosa Californien. Her begyndte han at spille saxofon, så horn, men slog over i komposition og begyndte at studere hos Darius Milhaud.
Han blev kendt som Stan Kentons arrangør og komponist op igennem 1950'erne og skrev mange af orkestrets standardnumre.
Rugolo har også arrangeret for Miles Davis, Peggy Lee, Nat King Cole og Billy Eckstine.